# Серафим (Зборовський)
Єпископ Серафим (світське ім'я — Сергій Іванович Зборовський; 22 жовтня 1895, Ніжин — 1937, Актюбінська область, Казахстан) — український релігійний діяч. Випускник Харківської духовної семінарії.
Єпископ Православної Російської церкви (тихонівської). Розстріляний угруповання НКВД СССР за заклики до повалення комуністичного режиму.

## Біографія
Закінчив гімназію в Харкові та Харківську духовну семінарію.
Навчався на першому курсі Київської духовної академії. 18 червня 1919 пострижений у чернецтво, потім висвячений у сан ієромонаха, зведений у сан архімандрита і призначений настоятелем Ніжинського Благовіщенського монастиря з невизначеним канонічним статусом.
Перед Голодомором тікає в Росію, де 3 травня 1931 в Саратові хіротонізований на єпископа Покровського, вікарія Саратовської єпархії тихоновської РПЦ.
З 3 вересня 1931 — єпископ Пугачовський, вікарій Саратовської єпархії, проте у реальному житті до виконання обов'язків фактично не приступив.
При зустрічі в Пугачевському кафедральному соборі священник теж звернувся до молодого єпископа зі словами: «Если вы, подумав, сознательно примете этот крест, я с радостью поцелую Вашу руку». Єпископ Серафим не міг не взяти хреста, але він був дуже незадоволений і засмучений збігом двох промов. Для жителів саратовській єпархії така тема здавалася звичайною і цілком своєчасною, а приїхавши з тихого Ніжина єпископ Серафим був приголомшений і постарався при першій можливості виїхати з Пугачова.
27 липня 1932 під тиском НКВД СССР звільнений на спокій. 19 жовтня 1932 — єпископ Мелекеський, вікарій і тимчасовий керуючий Ульяновською єпархією.
З 29 червня 1934 керував Чувасько-Чебоксарською єпархією та Алатирським вікаріатством Ульяновської єпархії.
З 22 листопада 1934 року — єпископ Читинський і Забайкальський.
З 17 січня 1935 звільнений від управління.
З 9 вересня 1935 року — єпископ Красноярський і Ачинський.
З 1 квітня 1936 звільнений на спокій.
З вересня 1936 року — єпископ Актюбинський і Кустанайський.
4 вересня 1937 звільнений на спокій.
7 вересня 1937 заарештований НКВС по Актюбінській області. Розстріляний за заклики до повалення радянської влади.